# Adolphe Duparc
Pour les articles homonymes, voir Duparc.
Adolphe Duparc, né à Lorient le 5 février 1857 et mort à Quimper le 8 mai 1946, est un évêque catholique français, évêque de Quimper et Léon de 1908 à sa mort.

## Biographie

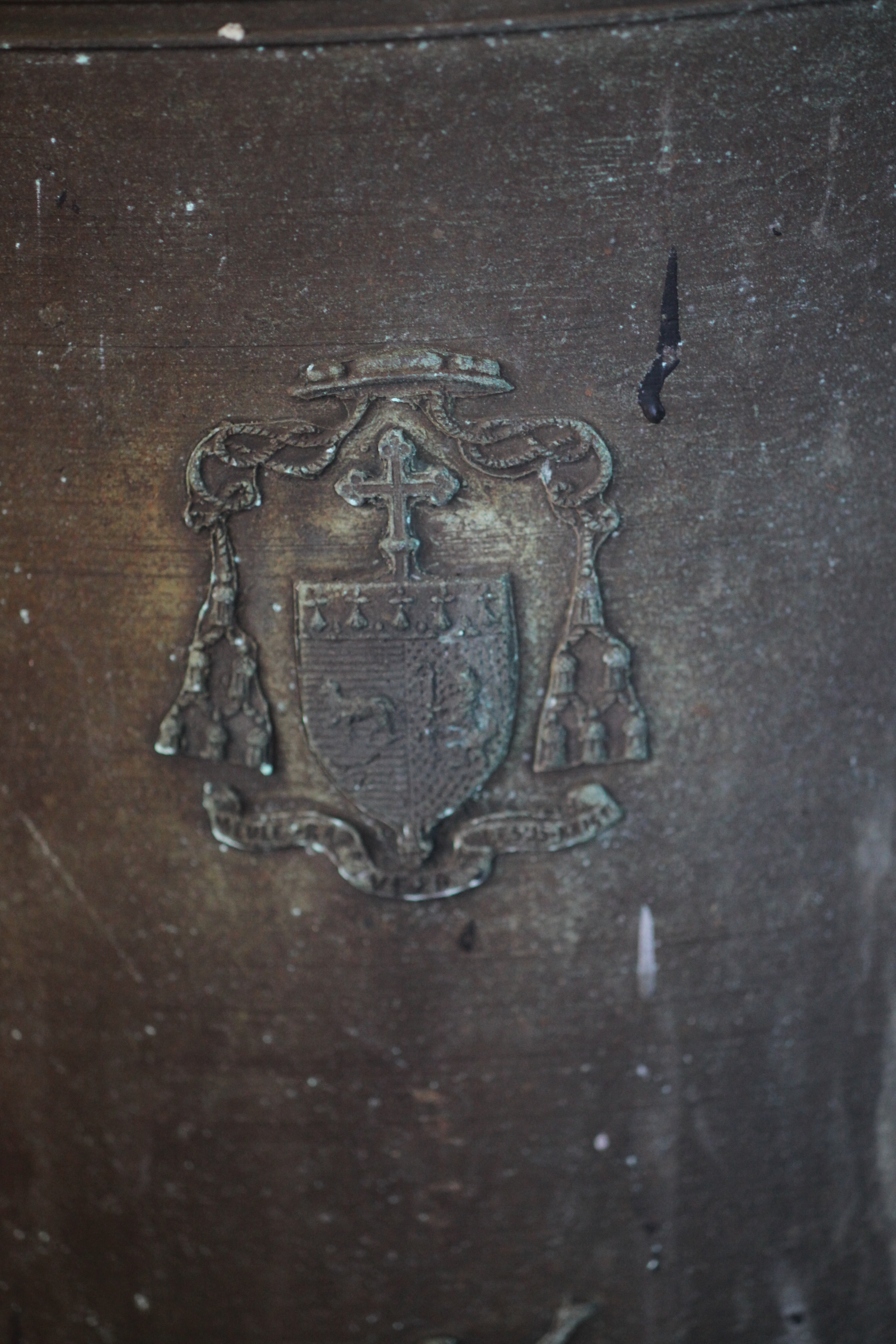
Armes de l'évêque sur une cloche de l'église Saint-Pierre d'Hanvec.

Ordonné prêtre pour le diocèse de Vannes le 20 février 1880, il devient curé de Lorient de 1895 à 1908, puis est nommé évêque de Quimper et Léon le 11 février 1908. Il est consacré deux semaines plus tard, le 25 février, par Henri Gouraud, évêque de Vannes. Il est installé à Quimper le 10 mars suivant où il succède à François-Virgile Dubillard, transféré à Chambéry.
Il a le souci de la formation du clergé. En 1913, il rachète le petit séminaire de Pont-Croix, fondé en 1823 qui avait été confisqué par l'État en 1905.

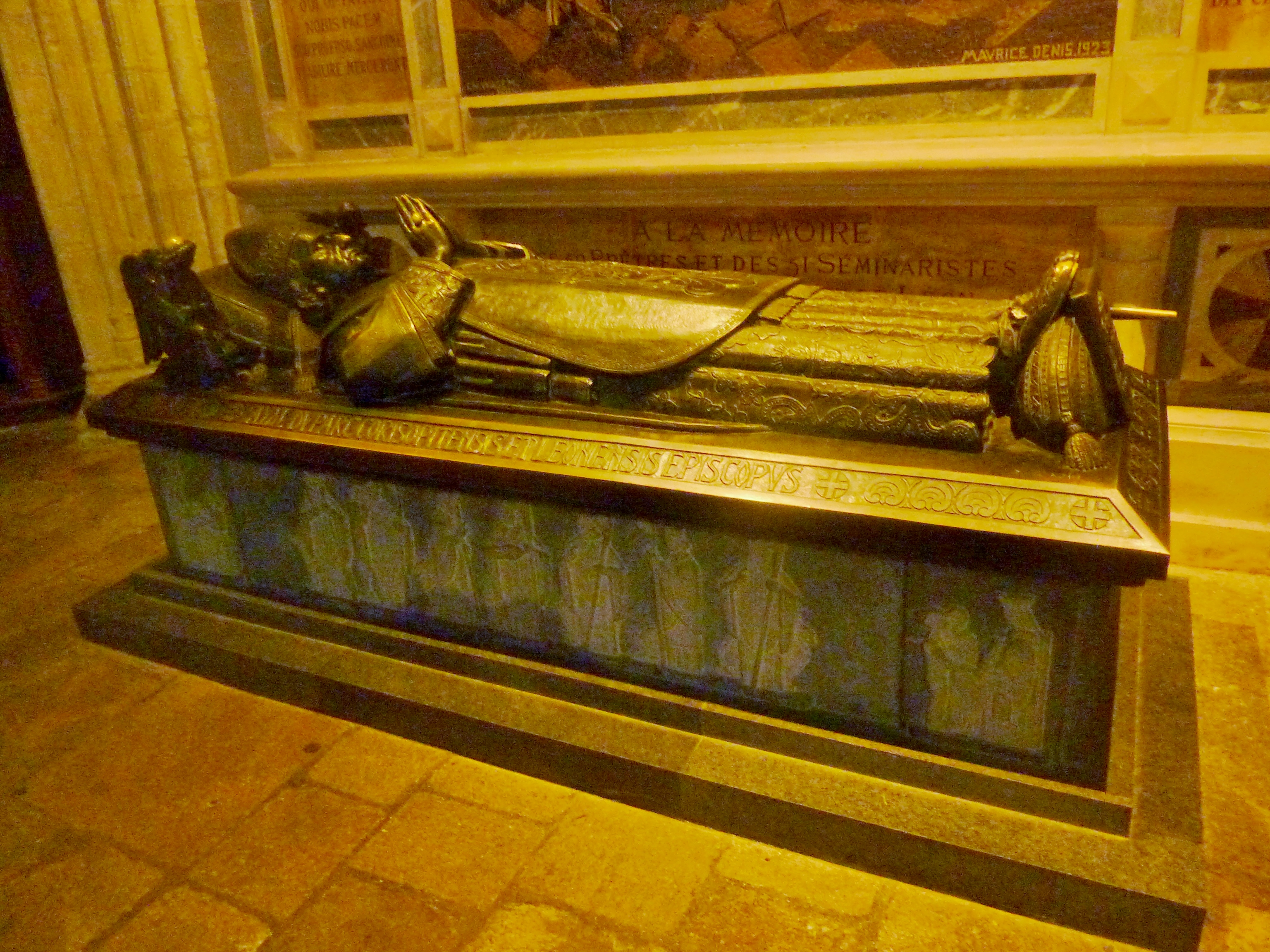
Gisant d'Adolphe Duparc en la cathédrale Saint-Corentin de Quimper.

Il est l'homme de plusieurs combats : séparation de l’Église et de l’État, laïcisation des écoles, lutte contre l'alcoolisme, nationalisme breton, interdiction aux religieux de s'investir dans le mouvement nationaliste, excommunication des nationalistes bretons du PNB le 12 juillet 1940, patriotisme français (il voit dans les Bretons morts pendant la Grande Guerre « les témoins de l'union cordiale et complète de la Bretagne et de la France »), pétainisme (son adhésion aux idéaux de la Révolution nationale et sa fidélité au Maréchal ne se sont jamais démenties) : il déclare par exemple en février 1943, à la suite de bombardements alliés sur Brest : « Une nouvelle page de sang que la barbarie vient ajouter au tableau de ses exploits ». Il s'attache tout particulièrement à développer l'école catholique (par la création de 110 écoles primaires et de 8 écoles techniques) et à promouvoir l'Action catholique. C'est lui qui consacre le breton Édouard Mesguen, évêque de Poitiers, le 22 février 1934.
Il meurt le 8 mai 1946 à 89 ans, après avoir occupé le siège épiscopal de Quimper pendant trente-huit ans. Il est enterré à la cathédrale Saint-Corentin de Quimper où le public peut voir son gisant en bronze sculpté par François Bazin.

## Armes
Parti : au premier d'azur, au mouton passant d'argent, onglé d'or, au second d'or au lion morné de sable tenant une crosse de gueules, au chef d'hermines.

## Distinctions
- Officier de la Légion d'honneur par décret du 3 août 1942[4]

- Médaille de la Reconnaissance française
- Médaille d'or de la croix rouge